# 予告 (曲)
「予告」（よこく）は、aikoの楽曲。2017年11月29日に37作目のシングルとしてポニーキャニオンから発売された。

## 解説
- 前作「恋をしたのは」から約1年2か月ぶりのリリース[2][3][注 1]。
- 初回限定仕様盤はカラートレイ、8ページブックレット仕様[2][3]
- CDショップでの購入特典としてB2サイズポスターが先着順に配布された[2][3]。

## 収録曲
| 全作詞・作曲: AIKO。 |                         |           |            |                |      |
| #                    | タイトル                | 作詞      | 作曲・編曲 | 編曲           | 時間 |
| 1.                   | 「予告」                | AIKO      | AIKO       | OSTER project  | 3:58 |
| 2.                   | 「間違い探し」          | AIKO      | AIKO       | OSTER project  | 5:14 |
| 3.                   | 「月が溶ける」          | AIKO      | AIKO       | Kano Kawashima | 5:57 |
| 4.                   | 「予告 (instrumental)」 | AIKO      | AIKO       | OSTER project  | 3:56 |
| 合計時間:            | 合計時間:               | 合計時間: | 19:06      |                |      |

### 曲解説
予告
2017年11月2日放送のニッポン放送『ナインティナイン岡村隆史のオールナイトニッポン』で初オンエアされた。aikoは同番組のヘビーリスナーと自認している。
aikoは曲について「気持ちを奮い立たせてくれる、自分にとっての道しるべになるような曲を作りたいなって」と話している。
間違い探し
インタビューによると「相手への感情が“愛”なのかわからなくなっているけど、でも相手を大切な存在とは思っていて。その気持ちのはざまで揺れ動いている瞬間」がテーマ。
月が溶ける
インタビューによると「“ありがとう”と何度も言われると、それが“さよなら”に聞こえてしまうくらい相手のことがどうしようもなく好きなときのこと」がテーマ。